# Bellitudo jamaicae
Bellitudo jamaicae là một loài côn trùng cánh nửa trong họ Aleyrodidae, phân họ Aleyrodinae.
Bellitudo jamaicae được Russell miêu tả khoa học đầu tiên năm 1943.